# Synagogue libre de Flushing
 (mars 2024).
La Synagogue Libre de Flushing est une synagogue du judaïsme réformé située dans le quartier de Flushing, dans le Queens, à New York. La création de la synagogue est fondée sur le mouvement des synagogues libres, lancé par le rabbin Stephen Wise. Le bâtiment a été ajouté au registre national des lieux historiques en 2009.

## Histoire

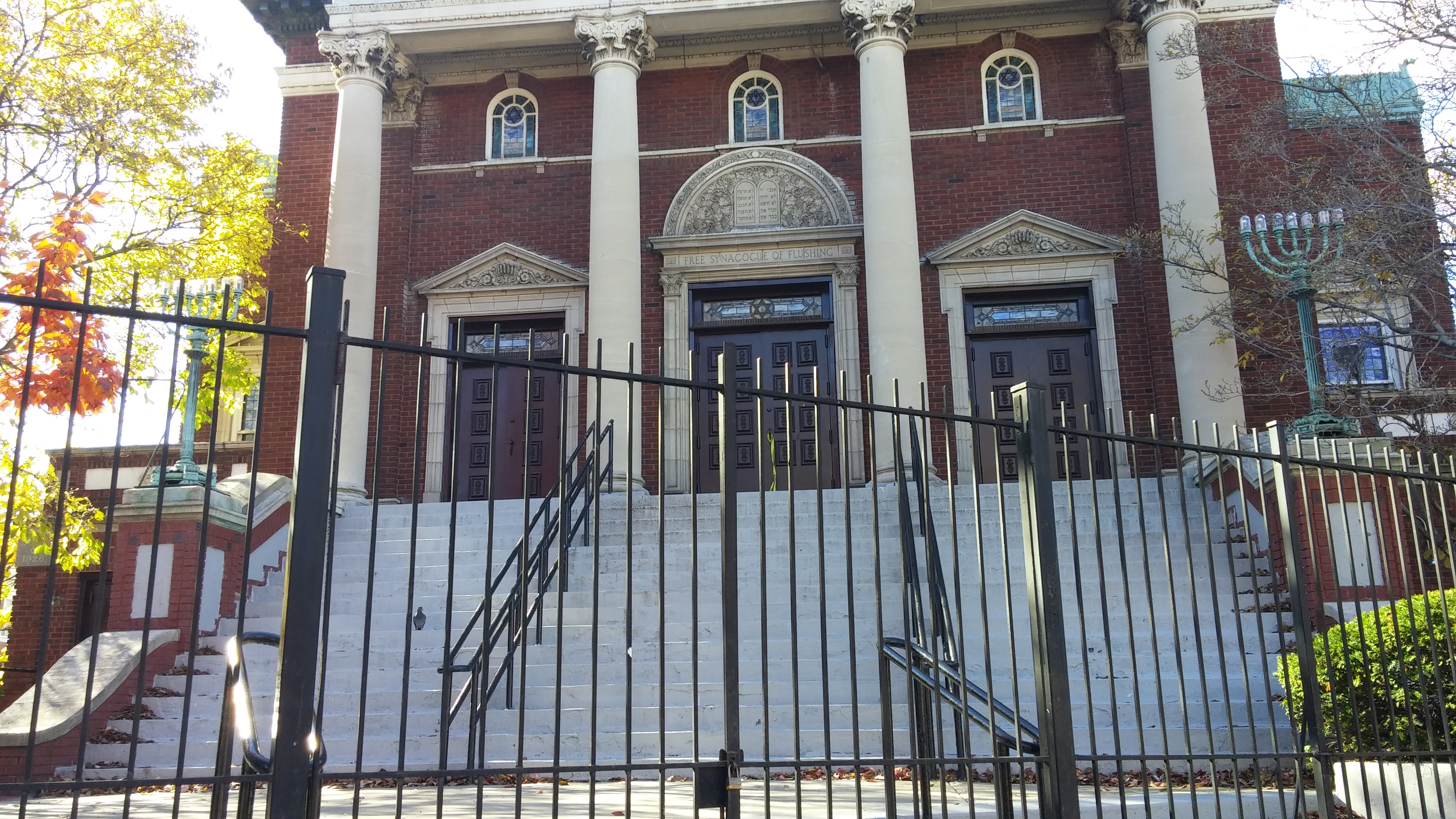
Extérieur

La synagogue libre de Flushing a été fondée en 1917 par la Hebrew Women's Aid Society, conformément à la philosophie de la première synagogue libre, la synagogue libre Stephen Wise de Manhattan. Dans le New York Tribune en 1906, une interview du rabbin Wise expliquait ses projets et la signification de  « synagogue libre » : « La synagogue libre sera, comme son nom l'indique, libre dans la mesure où sa chaire sera libre et sans entraves, libre d'exprimer sans scrupule les hauts enseignements moraux et spirituels de la synagogue. Cela contribuera ainsi beaucoup à retrouver le soutien moral, que l'église et la synagogue, hélas !, perdent ou ont perdu ». Ces principes incluent la liberté de la chaire, la liberté de la philosophie religieuse, la liberté en termes de siège, et l'égalité des hommes et des femmes en matière de participation. Pendant la majeure partie de son histoire, la synagogue a été un bastion de la pensée libérale et de l'activisme social. Il s'agit de la plus ancienne congrégation réformée du Queens.

## Bâtiment actuel

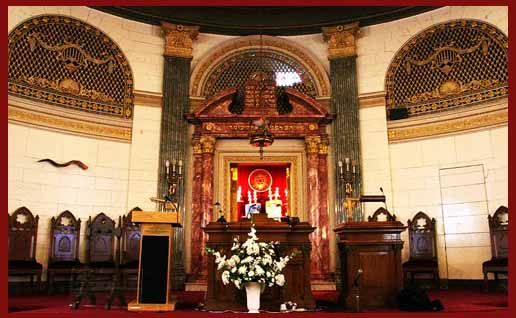
Intérieur

Le bâtiment blanc de style victorien que White a construit a été déplacé en 1926 sur la façade de la synagogue sur l'avenue Sanford pour faire place à un sanctuaire plus grand, l'actuelle synagogue libre de Flushing. Cet édifice néoclassique conçu par Maurice Courland, spécialiste de la conception de synagogues, présente un portique massif soutenu par quatre piliers ioniques. En montant les marches se trouve le sanctuaire où des pilastres vert foncé soutiennent les murs sur lesquels repose l'énorme dôme. Le bâtiment est embelli de motifs judaïques ornementaux, comme une menorah à sept branches  devant les portes de la synagogue. Les vitraux de style Tiffany fabriqués en Tchécoslovaquie baignent le sanctuaire de couleurs riches et éclatantes. Inscrit sur la façade se trouve le verset « CAR MA MAISON SERA APPELÉE UNE MAISON DE PRIÈRE POUR TOUS LES PEUPLES » (« Isaiah 56:7 »).

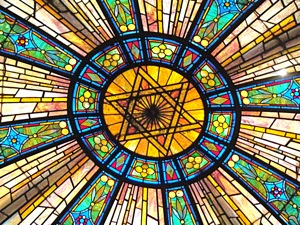
Dôme sur le sanctuaire de la synagogue libre de Flushing

Les fenêtres représentent l'arche de Noé, les lions de Juda, de grandes feuilles de vignes et de fleurs délicates utilisées dans la prière de Souccot, ainsi que les deux mains de la bénédiction sacerdotale. Au centre du plafond en forme de dôme qui couvre tout le sanctuaire se trouve un petit dôme en vitrail conçu autour d'une étoile de David et d'un filigrane complexe de feuilles d'or. En 1964, un bâtiment scolaire de trois étages a été ajouté pour accueillir l'école religieuse et les cours d'éducation des adultes. Il est classé au Registre national des lieux historiques,.